# 5.ª etapa de la Vuelta a España 2021
La 5.ª etapa de la Vuelta a España 2021 tuvo lugar el 18 de agosto de 2021 entre Tarancón y Albacete sobre un recorrido de 184,4 km y fue ganada al esprint por el belga Jasper Philipsen del equipo Alpecin-Fenix. El francés Kenny Elissonde del equipp Trek-Segafredo se convirtió en el nuevo líder de la carrera.

## Clasificación de la etapa
| Tarancón - Albacete | etapa llana | (184,4 km) |

| \| Clasificación de la etapa \| Clasificación de la etapa \| Clasificación de la etapa \| Clasificación de la etapa \| Clasificación de la etapa \| \| Ciclista \| Ciclista \| Equipo \| Tiempo \| \| \| ------------------------- \| --------------------------- \| ---------------------------------- \| ------------------------- \| ------------------------- \| \| 1.º \| Jasper Philipsen \| Alpecin-Fenix \| 4 h 24 min 41 s \| \| \| 2.º \| Fabio Jakobsen \| Deceuninck-Quick Step \| + 0 s \| \| \| 3.º \| Alberto Dainese \| Team DSM \| + 0 s \| \| \| 4.º \| Juan Sebastián Molano \| UAE Team Emirates \| + 0 s \| \| \| 5.º \| Piet Allegaert \| Cofidis \| + 0 s \| \| \| 6.º \| Jon Aberasturi \| Caja Rural-Seguros RGA \| + 0 s \| \| \| 7.º \| Jordi Meeus \| Bora-Hansgrohe \| + 0 s \| \| \| 8.º \| Riccardo Minali \| Intermarché-Wanty-Gobert Matériaux \| + 0 s \| \| \| 9.º \| Reinardt Janse van Rensburg \| Qhubeka NextHash \| + 0 s \| \| \| 10.º \| Arnaud Démare \| Groupama-FDJ \| + 0 s \| \| |                             |                                    |                 |
| |                             |                                    |                 |
| Fuente: ProCyclingStats |                             |                                    |                 |
| Clasificación de la etapa |                             |                                    |                 |
| Ciclista | Ciclista                    | Equipo                             | Tiempo          |
| 1.º | Jasper Philipsen            | Alpecin-Fenix                      | 4 h 24 min 41 s |
| 2.º | Fabio Jakobsen              | Deceuninck-Quick Step              | + 0 s           |
| 3.º | Alberto Dainese             | Team DSM                           | + 0 s           |
| 4.º | Juan Sebastián Molano       | UAE Team Emirates                  | + 0 s           |
| 5.º | Piet Allegaert              | Cofidis                            | + 0 s           |
| 6.º | Jon Aberasturi              | Caja Rural-Seguros RGA             | + 0 s           |
| 7.º | Jordi Meeus                 | Bora-Hansgrohe                     | + 0 s           |
| 8.º | Riccardo Minali             | Intermarché-Wanty-Gobert Matériaux | + 0 s           |
| 9.º | Reinardt Janse van Rensburg | Qhubeka NextHash                   | + 0 s           |
| 10.º | Arnaud Démare               | Groupama-FDJ                       | + 0 s           |

## Clasificaciones al final de la etapa

### Clasificación general
| \| Clasificación general \| Clasificación general \| Clasificación general \| Clasificación general \| Clasificación general \| \| Ciclista \| Ciclista \| Equipo \| Tiempo \| \| \| --------------------- \| --------------------- \| --------------------- \| --------------------- \| --------------------- \| \| 1.º \| Kenny Elissonde \| Trek-Segafredo \| 17 h 33 min 57 s \| \| \| 2.º \| Primož Roglič \| Jumbo-Visma \| + 5 s \| \| \| 3.º \| Lilian Calmejane \| AG2R Citroën Team \| + 10 s \| \| \| 4.º \| Enric Mas \| Movistar Team \| + 20 s \| \| \| 5.º \| Miguel Ángel López \| Movistar Team \| + 26 s \| \| \| 6.º \| Alejandro Valverde \| Movistar Team \| + 32 s \| \| \| 7.º \| Giulio Ciccone \| Trek-Segafredo \| + 32 s \| \| \| 8.º \| Egan Bernal \| Ineos Grenadiers \| + 32 s \| \| \| 9.º \| Mikel Landa \| Bahrain Victorious \| + 44 s \| \| \| 10.º \| Gino Mäder \| Bahrain Victorious \| + 45 s \| \| |                    |                    |                  |
| |                    |                    |                  |
| Fuente: ProCyclingStats |                    |                    |                  |
| Clasificación general |                    |                    |                  |
| Ciclista | Ciclista           | Equipo             | Tiempo           |
| 1.º | Kenny Elissonde    | Trek-Segafredo     | 17 h 33 min 57 s |
| 2.º | Primož Roglič      | Jumbo-Visma        | + 5 s            |
| 3.º | Lilian Calmejane   | AG2R Citroën Team  | + 10 s           |
| 4.º | Enric Mas          | Movistar Team      | + 20 s           |
| 5.º | Miguel Ángel López | Movistar Team      | + 26 s           |
| 6.º | Alejandro Valverde | Movistar Team      | + 32 s           |
| 7.º | Giulio Ciccone     | Trek-Segafredo     | + 32 s           |
| 8.º | Egan Bernal        | Ineos Grenadiers   | + 32 s           |
| 9.º | Mikel Landa        | Bahrain Victorious | + 44 s           |
| 10.º | Gino Mäder         | Bahrain Victorious | + 45 s           |

### Clasificación por puntos
| Clasificación por puntos | Clasificación por puntos | Clasificación por puntos           | Clasificación por puntos | Clasificación por puntos |
| Ciclista                 | Ciclista                 | Equipo                             | Puntos                   |                          |
| ------------------------ | ------------------------ | ---------------------------------- | ------------------------ | ------------------------ |
| 1.º                      | Jasper Philipsen         | Alpecin-Fenix                      | 131 pts                  |                          |
| 2.º                      | Fabio Jakobsen           | Deceuninck-Quick Step              | 130 pts                  |                          |
| 3.º                      | Arnaud Démare            | Groupama-FDJ                       | 50 pts                   |                          |
| 4.º                      | Alex Aranburu            | Astana-Premier Tech                | 50 pts                   |                          |
| 5.º                      | Michael Matthews         | BikeExchange                       | 43 pts                   |                          |
| 6.º                      | Alberto Dainese          | Team DSM                           | 43 pts                   |                          |
| 7.º                      | Piet Allegaert           | Cofidis                            | 37 pts                   |                          |
| 8.º                      | Juan Sebastián Molano    | UAE Team Emirates                  | 36 pts                   |                          |
| 9.º                      | Rein Taaramäe            | Intermarché-Wanty-Gobert Matériaux | 33 pts                   |                          |
| 10.º                     | Jon Aberasturi           | Caja Rural-Seguros RGA             | 32 pts                   |                          |

### Clasificación de la montaña
| Clasificación de la montaña | Clasificación de la montaña | Clasificación de la montaña        | Clasificación de la montaña | Clasificación de la montaña |
| Ciclista                    | Ciclista                    | Equipo                             | Puntos                      |                             |
| --------------------------- | --------------------------- | ---------------------------------- | --------------------------- | --------------------------- |
| 1.º                         | Rein Taaramäe               | Intermarché-Wanty-Gobert Matériaux | 10 pts                      |                             |
| 2.º                         | Kenny Elissonde             | Trek-Segafredo                     | 7 pts                       |                             |
| 3.º                         | Joe Dombrowski              | UAE Team Emirates                  | 6 pts                       |                             |
| 4.º                         | Tobias Bayer                | Alpecin-Fenix                      | 5 pts                       |                             |
| 5.º                         | Sepp Kuss                   | Jumbo-Visma                        | 3 pts                       |                             |
| 6.º                         | Lilian Calmejane            | AG2R Citroën Team                  | 3 pts                       |                             |
| 7.º                         | Antonio Jesús Soto          | Euskaltel-Euskadi                  | 3 pts                       |                             |
| 8.º                         | Sep Vanmarcke               | Israel Start-Up Nation             | 2 pts                       |                             |
| 9.º                         | Enric Mas                   | Movistar Team                      | 1 pt                        |                             |
| 10.º                        | Rui Oliveira                | UAE Team Emirates                  | 1 pt                        |                             |

### Clasificación de los jóvenes
| Clasificación del mejor joven | Clasificación del mejor joven | Clasificación del mejor joven | Clasificación del mejor joven | Clasificación del mejor joven |
| Ciclista                      | Ciclista                      | Equipo                        | Tiempo                        |                               |
| ----------------------------- | ----------------------------- | ----------------------------- | ----------------------------- | ----------------------------- |
| 1.º                           | Egan Bernal                   | Ineos Grenadiers              | 17 h 34 min 29 s              |                               |
| 2.º                           | Gino Mäder                    | Bahrain Victorious            | + 13 s                        |                               |
| 3.º                           | Aleksandr Vlásov              | Astana-Premier Tech           | + 16 s                        |                               |
| 4.º                           | Juan Pedro López              | Trek-Segafredo                | + 59 s                        |                               |
| 5.º                           | Simon Carr                    | EF Education-Nippo            | + 1 min 02 s                  |                               |
| 6.º                           | Tobias Bayer                  | Alpecin-Fenix                 | + 1 min 12 s                  |                               |
| 7.º                           | Mark Padun                    | Bahrain Victorious            | + 1 min 13 s                  |                               |
| 8.º                           | Jefferson Cepeda              | Caja Rural-Seguros RGA        | + 1 min 41 s                  |                               |
| 9.º                           | Clément Champoussin           | AG2R Citroën Team             | + 1 min 44 s                  |                               |
| 10.º                          | Gotzon Martín                 | Euskaltel-Euskadi             | + 2 min 05 s                  |                               |

### Clasificación por equipos
| Clasificación por equipos | Clasificación por equipos          | Clasificación por equipos | Clasificación por equipos |
| Equipo                    | Equipo                             | Tiempo                    |                           |
| ------------------------- | ---------------------------------- | ------------------------- | ------------------------- |
| 1.º                       | UAE Team Emirates                  | 52 h 42 min 44 s          |                           |
| 2.º                       | Movistar Team                      | + 22 s                    |                           |
| 3.º                       | Bahrain Victorious                 | + 50 s                    |                           |
| 4.º                       | Trek-Segafredo                     | + 1 min 14 s              |                           |
| 5.º                       | Ineos Grenadiers                   | + 1 min 15 s              |                           |
| 6.º                       | Intermarché-Wanty-Gobert Matériaux | + 2 min 26 s              |                           |
| 7.º                       | AG2R Citroën Team                  | + 2 min 33 s              |                           |
| 8.º                       | EF Education-Nippo                 | + 3 min 35 s              |                           |
| 9.º                       | Jumbo-Visma                        | + 3 min 49 s              |                           |
| 10.º                      | Euskaltel-Euskadi                  | + 4 min 01 s              |                           |

## Abandonos
Ninguno.